# مهدية (تشادغان)
مهدیة (بالإنجليزية: Mahdiyeh, Chadegan)‏ هي قرية تقع في قسم تشنارود الشمالي الريفي (مقاطعة تشادغان) في إيران. يقدر عدد سكانها بـ 56 نسمة بحسب إحصاء 2016.